# Wo Long: Fallen Dynasty
Wo Long: Fallen Dynasty ist ein Action-Rollenspiel, das von Team Ninja entwickelt und von Koei Tecmo veröffentlicht wurde. Das Spiel wurde am 3. März 2023 für PlayStation 4, PlayStation 5, Windows, Xbox One und Xbox Series X/S veröffentlicht.

## Spielprinzip
Wo Long: Fallen Dynasty ist ein Action-Rollenspiel-Videospiel. Zu Beginn des Spiels können die Spieler ihren eigenen Spieler-Avatar erstellen und anpassen und eine von fünf „Phasen“ wählen. Das Spiel bietet zwei Optionen für Angriffe im Nahkampf. Um im Kampf erfolgreich zu sein, müssen die Spieler Angriffe mit ihren Nahkampfwaffen abwehren, da sie so die Möglichkeit haben, die Angriffe des Gegners zu kontern. Jeder Gegner hat einen „Moral-Rang“, der angibt, wie schwierig der Kampf sein wird. Schwierigere Gegner lassen mehr wertvolle Beute fallen. Wenn die Spieler Angriffe aus nächster Nähe ausführen, füllt sich ihre Geistesanzeige allmählich. Schließlich können die Spieler „Geisterangriffe“ entfesseln, mit denen sie spezielle Kampfbewegungen ausführen oder Elementarzauber wirken können. Die Spieler können auch eine von fünf „Göttlichen Bestien“ wählen. Diese Bestien können den Spieler im Kampf unterstützen oder ihm passive Vorteile verschaffen.
Wie Nioh ist das Spiel weitgehend linear aufgebaut. Wenn der Spieler im Spiel vorankommt, wird er überall in der Welt auf Kampfflaggen stoßen. Mit ihnen kann der Spieler sein Spiel speichern oder „Echtes Qi“, die Erfahrungsform des Spiels, verwenden, um seinen Charakter zu verbessern und neue Fähigkeiten freizuschalten. Im Gegensatz zur Nioh-Serie verfügt Wo Long über eine Sprungtaste, die die Erkundung und den Kampf weiter erleichtert. Das Spiel verfügt auch über einen kooperativen Mehrspielermodus, in dem die Spieler einen Freund zur Unterstützung im Kampf herbeirufen können.

## Handlung
Ein namenloser Soldat muss in einer düsteren Fantasy-Version der Zeit der Drei Reiche gegen Monster und Dämonen kämpfen.

## Entwicklung
Das Projekt wird von Team-Ninja-Präsident Fumihiko Yasuda (der 2017 bei Nioh und 2020 bei dessen Nachfolger Regie führte) und Produzent Masaaki Yamagiwa (bekannt für seine Arbeit an Tokyo Jungle und Bloodborne) geleitet, der Mitte 2021 zu Team Ninja stieß, nachdem er einige Monate zuvor das inzwischen aufgelöste Japan Studio von Sony verlassen hatte. Wie Nioh spielt Wo Long: Fallen Dynasty während realer historischer Ereignisse, ist aber mit übernatürlichen Elementen aus der Folklore und Mythologie angereichert.

## Rezeption
Wo Long: Fallen Dynasty erhielt laut Rezensionsdatenbank Metacritic „allgemein positive“ Kritiken.
Die Website des brasilianischen Magazins Revolution Arena hob hervor, dass es ein empfehlenswertes Spiel für jeden Fan von Action-, Abenteuer- und Rollenspielen sei und „es sicherlich eine Erfahrung ist, die dem Spieler noch lange nach dem Spiel in Erinnerung bleiben wird“, und vergab die Note 9,0/10,0. Polygon gefiel das Moralsystem und schrieb, es sei „eine originelle Abwandlung der Souls-ähnlichen Formel, da es schon aus der Ferne anzeigt, wie herausfordernd ein bestimmtes Spiel wahrscheinlich sein wird – ohne dass man mehrere unnötige Tode sterben muss, indem man sich kopfüber in zufällige Begegnungen stürzt“. Rock Paper Shotgun gefiel, wie es Niohs überwältigende Komplexität handhabbar mache: „Wo Long entwirrt eine Menge von Niohs Problemen, indem es die Dinge so rationalisiert, dass das Abhaken von Missionen nicht nur ein Vergnügen ist, sondern ein Vergnügen, das nicht mit einem völligen Gehirnkollaps droht“. Eurogamer lobte das Setting, kritisierte aber das zu großzügige Beutesystem, das als „Überbleibsel“ aus Nioh angesehen werde.